# Gewöhnliche Teichbinse
Die Gewöhnliche Teichbinse (Schoenoplectus lacustris), auch Gewöhnliche Teichsimse oder Grüne Teichbinse oder Flechtbinse genannt, ist eine Pflanzenart aus der Gattung der Teichbinsen (Schoenoplectus) innerhalb der Familie der Sauergrasgewächse (Cyperaceae). Sie bildet häufig den Randbereich des Röhrichts zur Wasserseite eines Teiches und die Bestände der Teichbinse sind oft nicht so geschlossen wie bei anderen typischen Pflanzenarten der Uferröhrichte.

## Beschreibung

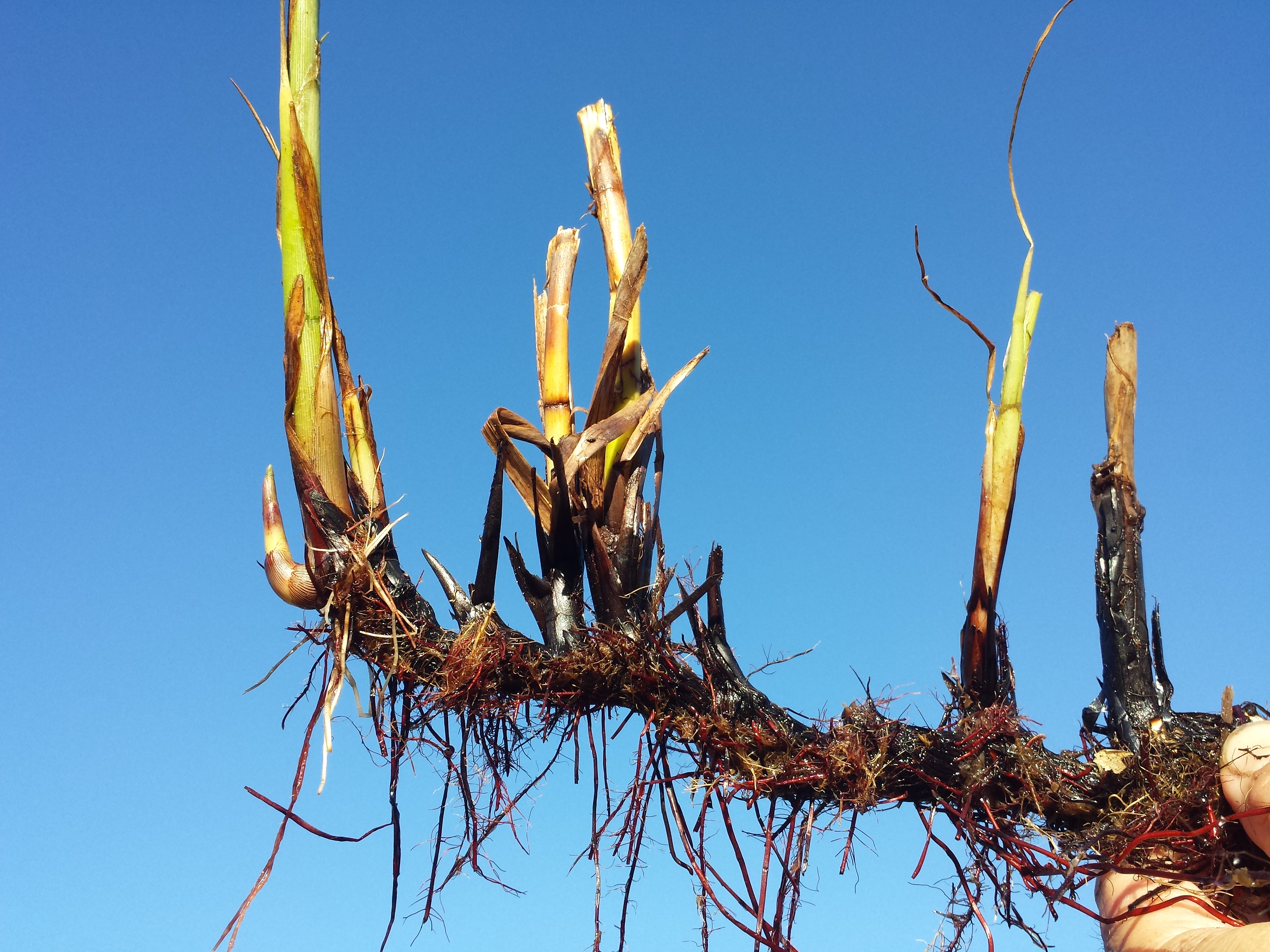
Rhizom

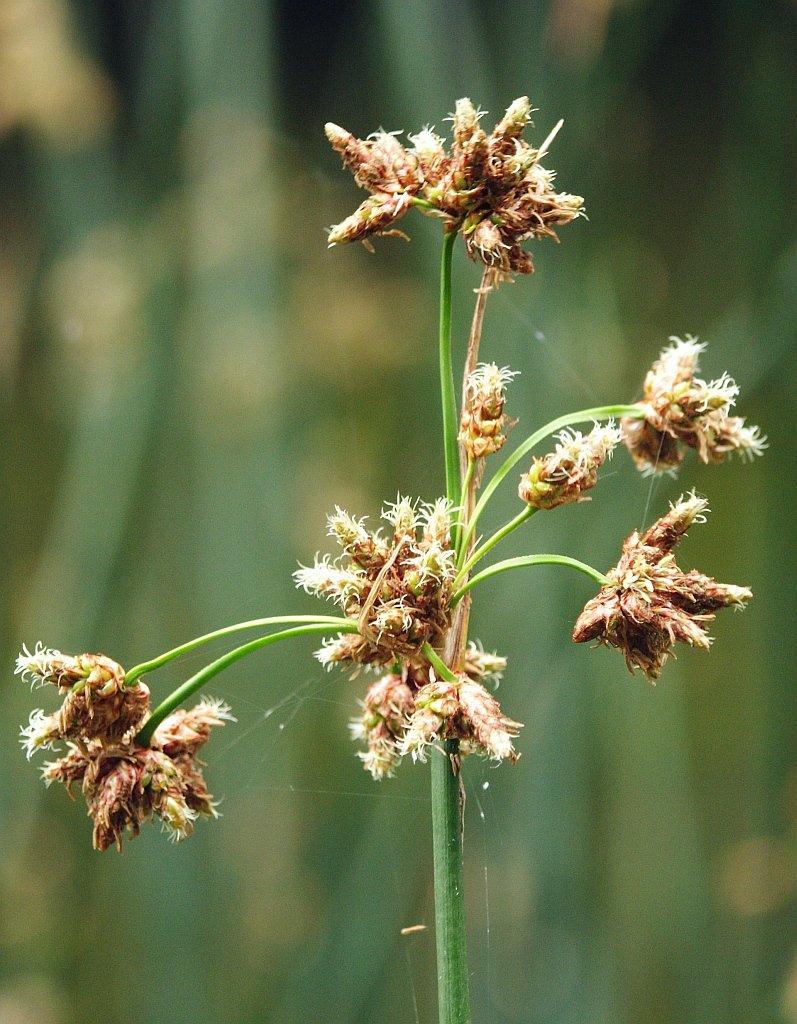
Blütenstand

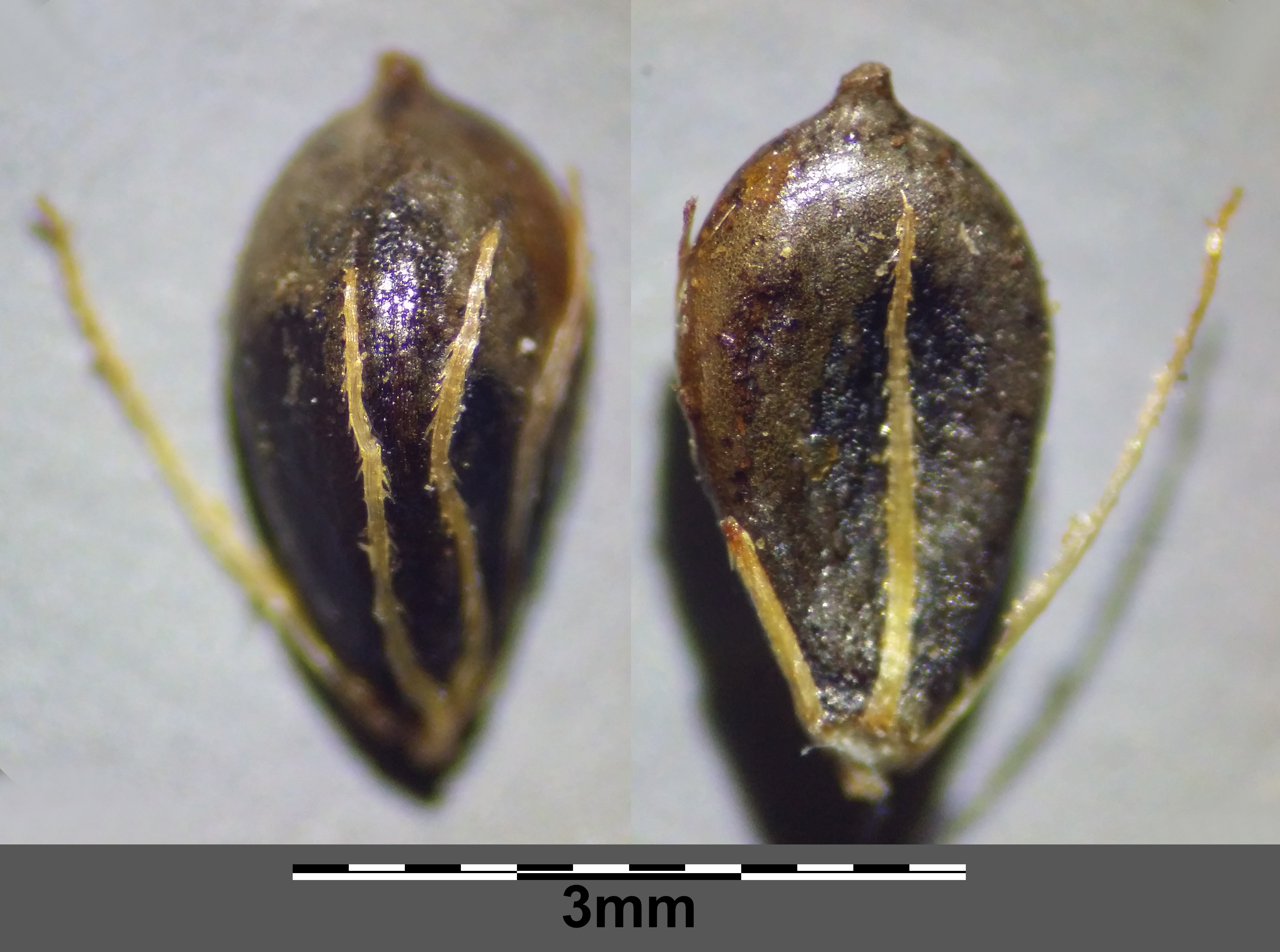
Frucht

### Vegetative Merkmale
Die Gewöhnliche Teichbinse ist eine ausdauernde, krautige Pflanze, die Wuchshöhen von 80 bis 300, selten bis zu 400 Zentimetern erreicht. Diese Wasserpflanze ist mit einem unterirdisch kriechenden, kräftigen Rhizom im weichen Boden verankert. Die aufrechten und zur Fruchtreife oft etwas übergeneigten Stängel sind dunkel-grün, glatt und bei einem Durchmesser von 3 bis 15 Millimetern (am Grund bis zu 50 Millimetern) schlank, in der ganzen Länge stielrund oder oberwärts schwach dreikantig und fast in der ganzen Länge unbeblättert.
Die Laubblätter sind meist in Blattscheide und -spreite gegliedert. Die Blattscheiden sind sehr lang und braun, die oberen grün. Die einfachen Blattspreiten sind meist nur an den oberen Blättern entwickelt; sie sind bis 7 Millimeter breit und bis 20, selten bis zu 45 Zentimeter lang, starr, rinnig oder flach, selten fehlen sie ganz. Manchmal bilden sich auch untergetauchte Bandblätter aus, deren Spreiten bis 80, selten bis zu 150 Zentimeter lang sein können.

### Generative Merkmale
Die Blütenstände der Gewöhnlichen Teichbinse entwickeln sich etwas unterhalb der Stängelspitze; sie bestehen aus zahlreichen Ährchen und bilden eine sogenannte Spirre. Es ist nur ein Spirrenhüllblatt vorhanden; es bildet die Fortsetzung des Stängels und ist 2 bis 11 Zentimeter lang. Die Spirre ist bis 12 Zentimeter breit und besteht aus wenigen bis zahlreichen (bis über 100) Ährchen. Die Spirrenäste sind rau und bis 7, selten bis zu 10 Zentimeter lang. Die Ährchen sind bei einer Länge von 6 bis 15 Millimetern sowie einer Breite von 2 bis 5 Millimetern eiförmig oder länglich. Die Spelzen sind etwa 4 Millimetern sowie einer Breite von etwa 3 Millimetern rundlich-eiförmig bis elliptisch, braun, rot- oder schwarz-braun mit hellerem gewimpertem Rand. Die unscheinbaren und kleinen Blüten bestehen aus borstigen Blütenhüllblättern, drei Staubblättern und einem Fruchtknoten mit langem Griffel und zwei- oder dreifädigen Narben.
Die vier bis sechs hypogynen Borsten sind so lang wie die Frucht oder kürzer und rückwärts rau. Die Früchte sind kleine, nur 2,5 Millimeter lange und 0,13 mg schwere, dreikantige oder linsenförmige Nüsse.
Die Chromosomenzahl beträgt 2n = 42.

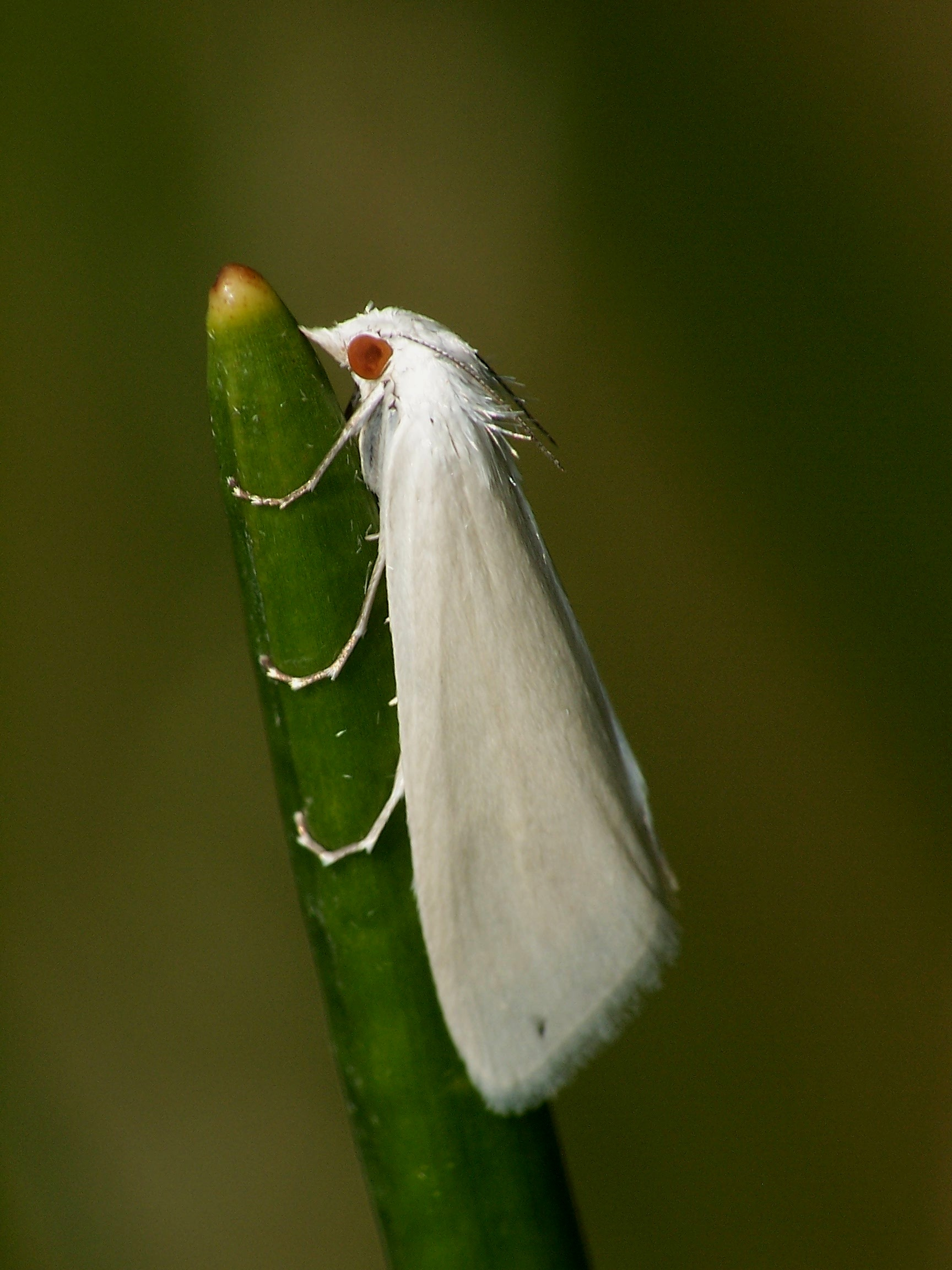
Scirpophaga praelata

## Ökologie und Phänologie
Die Gewöhnliche Teichbinse ist ein Rhizom-Geophyt bzw. eine Sumpf- oder Wasserpflanze mit einem kräftigen sympodialen Rhizom. Vegetative Vermehrung erfolgt durch die weithin kriechenden Rhizome. Sie ist mit einem unterirdisch kriechenden, Rhizom, das dort die Sedimentation von Bodenteilchen fördert, im weichen Boden verankert. Dieses und der Stängel haben ein Aerenchym. In ihrem Inneren befindet sich sehr lockeres, luftiges Markgewebe. Mit diesen vermag die Gewöhnliche Teichbinse anders als Schilf auch unter Wasser zu assimilieren. Die Anlagen zu diesen Luftröhren befinden sich schon im Keimling. Sauerstoff, den die Pflanze produziert, wird nicht an die Luft abgegeben, sondern im Pflanzeninneren behalten.
Die Blütezeit reicht von Juni bis August. Die zwittrigen Blüten sind windblütig vom „Langstaubfädigen Typ“.
Aufgrund der bleibenden, rauen Perigonborsten der Nuss-Früchte erfolgt eine Klettausbreitung, z. B. durch Vögel. Die Früchte sind Wintersteher. Fruchtreife erfolgt im Herbst, von September bis Oktober.
In den Halmen leben die Schmetterlinge Scirpophaga praelata und Chilo cicatricellus vom Mark.

## Vorkommen
Die Gewöhnliche Teichbinse kommt von Europa und dem Mittelmeerraum bis zur Mongolei vor und im südlichen Afrika. In Europa kommt es in fast allen Ländern vor und fehlt nur in Island, Belarus und Nordmazedonien.
Ihr bevorzugter Lebensraum ist das Röhricht stehender und langsam fließender Gewässer. Der Schlammboden sollte humus- und nährstoffreich sein. Sie ist eine Charakterart des Scirpetum lacustris aus dem Verband Phragmition. Die Teichbinse ist aufgrund ihrer „Assimilationstechnik“ in der Lage, höhere Wasserstände als etwa Schilfrohr oder Rohrkolben zu vertragen. Sie ist vom Tiefland bis in die Bergregionen verbreitet. In den Allgäuer Alpen steigt sie im Tiroler Teil am Haldensee bis in eine Höhenlage von 1140 Meter auf. In Graubünden erreicht sie in der Unterart Schoenoplectus lacustris subsp. lacustris am Untersee von Arosa eine Höhenlage von 1780 Meter.

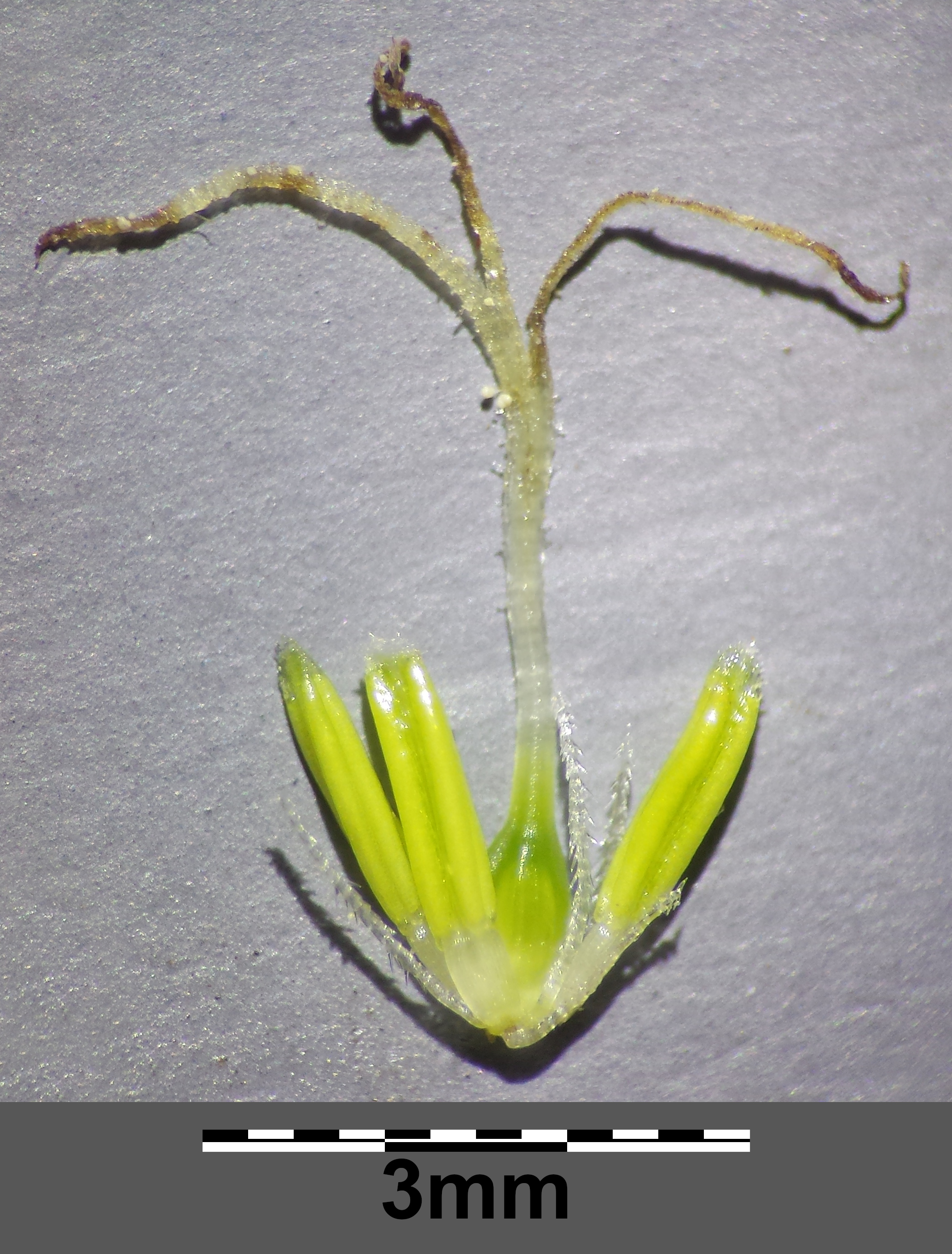
Blüte von Schoenoplectus lacustris subsp. lacustris

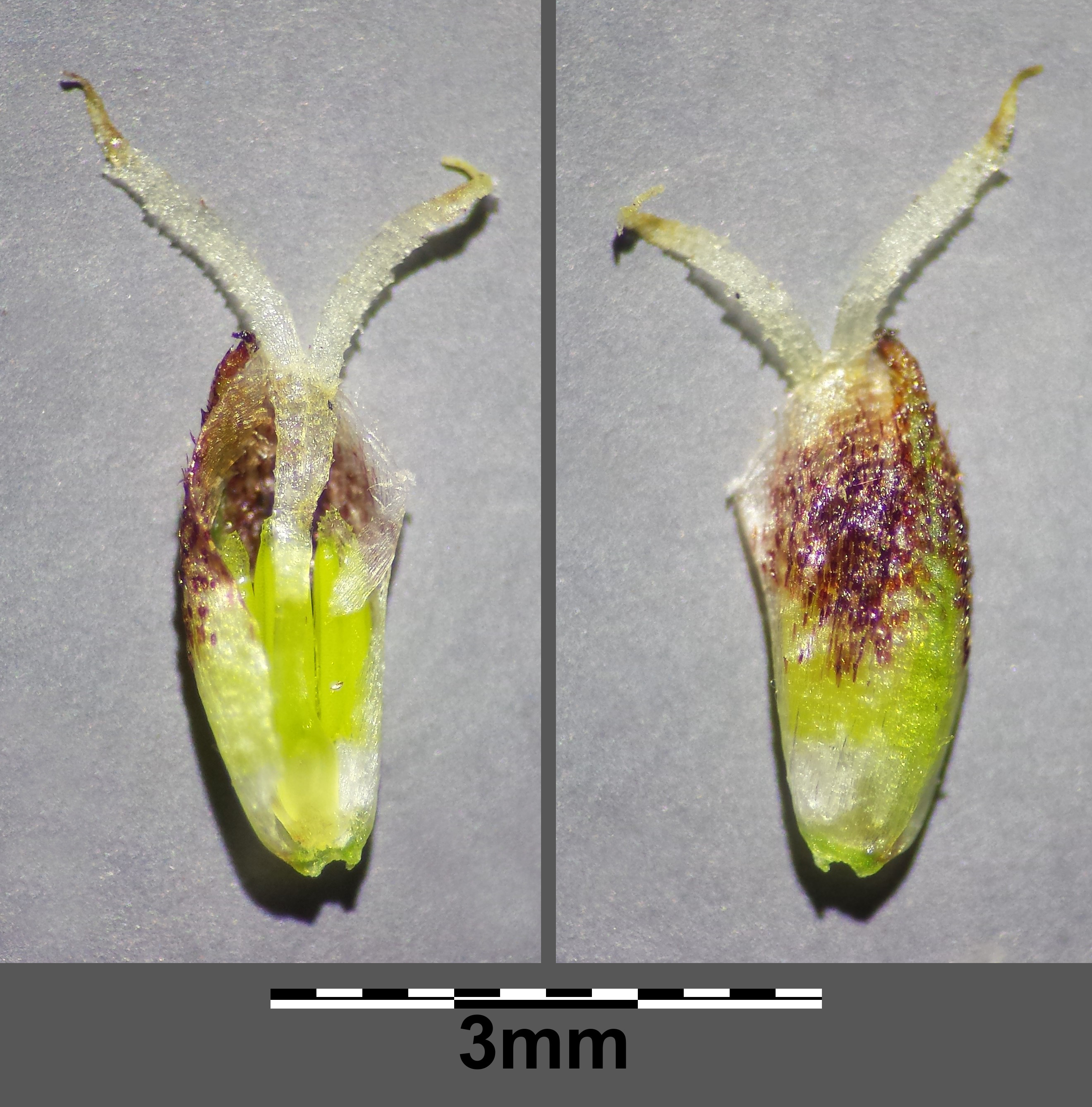
Blüte mit Deckblatt der Salz-Teichbinse (Schoenoplectus lacustris subsp. glaucus)

## Systematik
Die Erstveröffentlichung unter dem Namen (Basionym) Scirpus lacustris erfolgte 1753 durch Carl von Linné in Species Plantarum, Tomus I, Seite 48. Die Neukombination zu Schoenoplectus lacustris (L.) Palla wurde 1888 durch Eduard Palla in Botanische Jahrbücher für Systematik, Pflanzengeschichte und Pflanzengeographie Band 10, Seite 299 veröffentlicht.
Je nach Autor gibt es einige Unterarten oder es Synonyme oder eigene Arten:
- Salz-Teichbinse (Schoenoplectus lacustris subsp. glaucus (Sm.) Bech. (Syn.: Scirpus lacustris subsp. tabernaemontani (C.C.Gmel.) Syme, Scirpus tabernaemontani C.C.Gmel.)): Sie wird von manchen Autoren auch als eigene Art angesehen. Ihre Blüten haben nur zwei Narben.[1] Sie kommt in Eurasien, Amerika und Australien vor und ist nur in Afrika auf die nördlichen Teile beschränkt. Sie steigt in Graubünden am Taraspsee bis 1410 Meter und im Kanton Wallis bei Montana bis in Höhenlagen von 1520 Metern auf.[1] Die ökologischen Zeigerwerte nach Landolt et al. 2010 sind in der Schweiz für diese Unterart: Feuchtezahl F = 4+w+ (nass aber stark wechselnd), Lichtzahl L = 4 (hell), Reaktionszahl R = 4 (neutral bis basisch), Temperaturzahl T = 4 (kollin), Nährstoffzahl N = 3 (mäßig nährstoffarm bis mäßig nährstoffreich), Kontinentalitätszahl K = 2 (subozeanisch), Salztoleranz = 1 (tolerant).[6]
- Schoenoplectus lacustris subsp. hippolyti (V.I.Krecz.) Kukkonen: Sie kommt von der Krim und dem Kaukasusraum[4] bis zum Himalaja und Russlands Fernem Osten vor.
- Schoenoplectus lacustris subsp. lacustris: Ihre Blüten haben drei Narben.[1] Sie kommt von Europa und dem Mittelmeergebiet bis Afghanistan und im südlichen Afrika vor.[3] Die ökologischen Zeigerwerte nach Landolt et al. 2010 sind in der Schweiz für diese Unterart: Feuchtezahl F = 5w (überschwemmt aber mäßig wechselnd), Lichtzahl L = 4 (hell), Reaktionszahl R = 4 (neutral bis basisch), Temperaturzahl T = 3+ (unter-montan und ober-kollin), Nährstoffzahl N = 3 (mäßig nährstoffarm bis mäßig nährstoffreich), Kontinentalitätszahl K = 3 (subozeanisch bis subkontinental), Salztoleranz = 1 (tolerant).[7]

## Nutzung durch den Menschen
Weltweit werden die aufgrund des inneren Luftgewebes sehr leichten Halme genutzt. Aus ihnen wurden und werden beispielsweise Flöße und Boote gebaut. Aufgrund von archäologischen Funden weiß man, dass bereits in der Steinzeit Menschen aus den biegsamen Stängeln Körbe und Matten herstellten.
Die Gewöhnliche Teichbinse wird zur Gewinnung von Zellulose, zur Uferbefestigung, und zur Neulandgewinnung eingesetzt. In den Niederlanden dient nach Käthe Seidel die Gewöhnliche Teichbinse in Süd-Holland zur Landgewinnung und zum Uferschutz.
Man macht sich die Gewöhnliche Teichbinse wegen der Sauerstoffabgabe der unteren Stängelteile auch beim Bau von Biologischen Kläranlagen zu Nutze. Die Erforschung dieser Möglichkeiten ist besonders Käthe Seidel (1907–1990) zu verdanken.
Die Gewöhnliche Teichbinse ist auch als Zierpflanze für Park- und Gartenteiche sowie als Wildgartenpflanze gut geeignet. Die Sorte ‘Zebrinus’ wird als Zierpflanze verwendet.
Das Rhizom kann als Gemüse verzehrt werden.